# 흙둥지새과

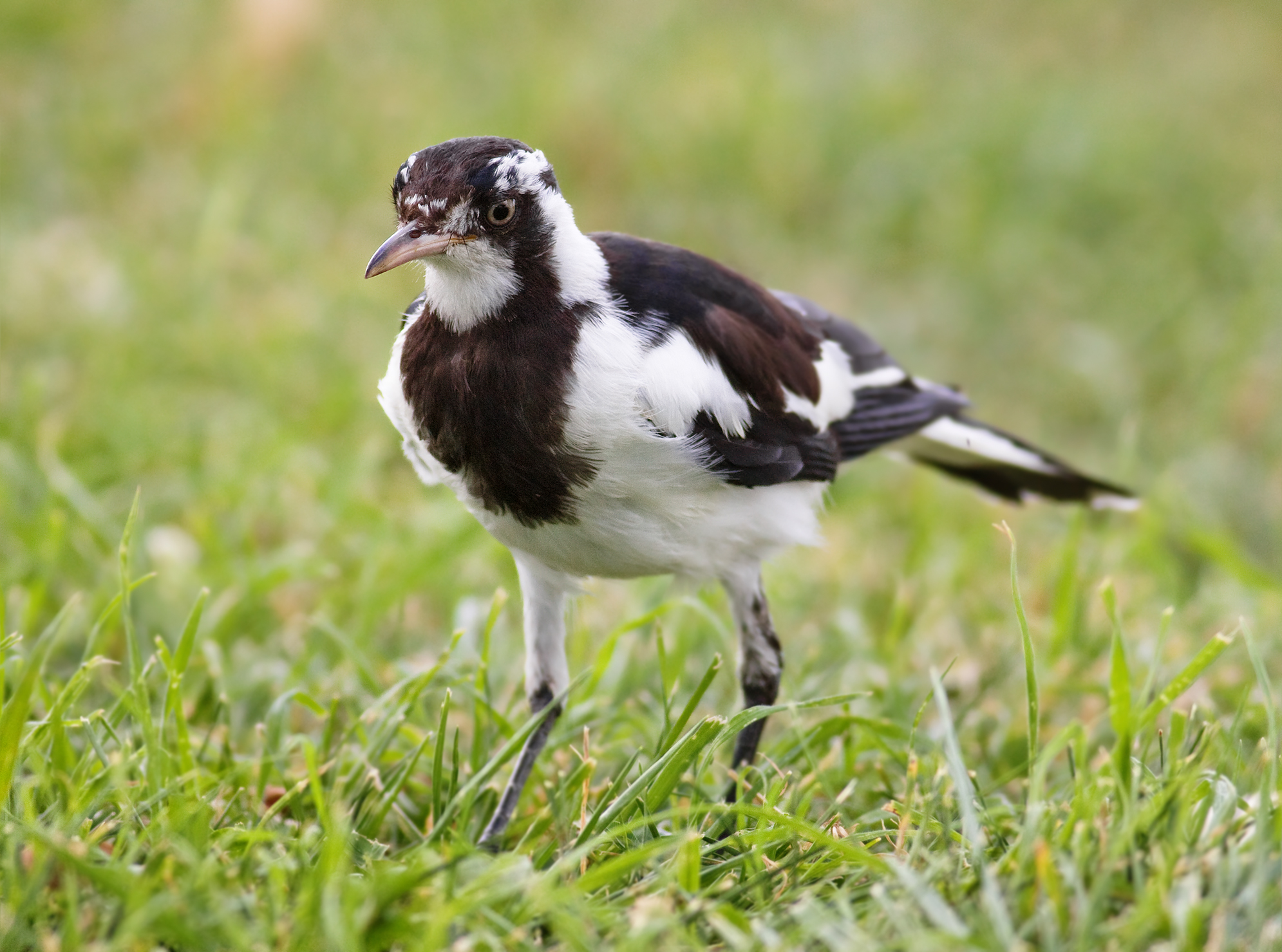
까치종다리 암컷

흙둥지새과 또는 흙집새과(Grallinidae)는 과거에 참새목으로 분류했던 조류 분류명의 하나이다. 1980년대까지 사용했지만, 현재는 사용하지 않는다.

## 분포
오스트레일리아와 뉴기니 섬에 분포한다.

## 하위 종
3속 4종으로 분류했다.
- 까치종다리속 (Grallina)
  - 까치종다리 (Grallina cyanoleuca) - 오스트레일리아와 티모르섬, 뉴기니섬 남부
  - Grallina bruijni - 뉴기니섬
- 큰흙집새속 (Corcorax)
  - 큰흙집새 (Corcorax melanorhamphos) - 오스트레일리아 남부와 동부
- 오스트레일리아흙둥지새속 (Struthidea)
  - 오스트레일리아흙둥지새 (Struthidea cinerea) - 오스트레일리아

까치종다리속(Grallina)에 속하는 2종은 바람까마귀과(Dicruridae)로 분류하기도 했지만, 현재는 까치딱새과로 분류한다. 큰흙집새와 오스트레일리아흙둥지새는 오스트레일리아흙둥지새과를 형성한다.